# 小行星3074
小行星3074（3074 Popov）是一颗围绕太阳公转的小行星。1979年12月24日，柳德米拉·朱拉夫寥娃在克里米亚发现了此天体。
該小行星以俄羅斯物理學家和電氣工程師亞歷山大·波波夫命名。
这颗小行星的绝对星等为151.36202等。